# Wilhelm Walther (Künstler)
Adolf Wilhelm Walther (* 18. Oktober 1826 in  Cämmerswalde; † 7. Mai 1913 in Dresden) war ein deutscher Künstler, der auch als Professor an der Kunstakademie Dresden lehrte. Sein bekanntestes Werk ist der Fürstenzug in Dresden; er leitete später auch dessen Neugestaltung.

## Leben
Er wurde als 4. Kind und einziger Sohn des Wirtschaftsbesitzers und Jägers Friedrich Wilhelm Walther im erzgebirgischen Cämmerswalde geboren. In den 1830er Jahren zog die Familie nach Neuhausen, wo der Vater ein Lotteriegeschäft eröffnete. Schon als er noch Schüler war, fielen den Lehrern seine zeichnerischen Fähigkeiten auf. Durch Zeichenunterricht beim Zeichenlehrer Wanke im Nachbarort Seiffen verfeinerte Wilhelm Walther sein Können.
Wilhelm Walther wirkte 1842/43 als Dosenmaler in der 20 Kilometer von Neuhausen entfernten Serpentinsteinstadt Zöblitz, um 1843 das Studium an der Kunstakademie Dresden bei den Professoren Julius Hübner, Gottfried Semper, Carl Gottlieb Peschel und anderen aufzunehmen. Unter Anleitung Sempers wurde er mit der aus dem 14. Jahrhundert stammenden Technik des italienischen Sgraffito vertraut, die er später (1863) bei der Gestaltung der Fassade der Eidgenössischen Technischen Hochschule Zürich (Polytechnikum Zürich) und auch beim Fürstenzug anwandte.
1855, dem Jahr des Beginns seiner freischaffenden Tätigkeit, heiratete er Maria Emilie Pauline Junker (1826–1880). 1855, 1857 und 1859 wurden die drei Kinder Johannes, Georg und Katharina geboren.
Von 1864 bis 1876 beschäftigte ihn das Werk, das ihn weltweit bekannt machte, der Dresdner Fürstenzug. Auf Vermittlung seines Lehrers Julius Hübner erhielt er dazu den Auftrag. Auf dem Sgraffito am Dresdner Schloss sollten anlässlich des Jubiläums des Hauses Wettin dessen Fürsten ab 1089 bis in die (damalige) Gegenwart dargestellt werden. Zahlreiche Studien und Vorarbeiten wegen der Darstellung der historisch korrekten Kleidung, der Herrschaftsinsignien, der Heraldik bis hin zu den damals gebräuchlichen Pferderassen und deren Zaumzeug waren erforderlich, bevor die gewaltige Arbeit als Sgraffito entstand, also in den noch weichen Putz gekratzt wurde. Im Jahr 1906 leitete Walther die notwendige Erneuerung des Fürstenzuges, der inzwischen durch die Verwitterung beschädigt war und auf Porzellankacheln übertragen wurde.
Am Ende des Fürstenzuges befindet sich sein Porträt am rechten Rand. Auch einen seiner Söhne hat Wilhelm Walther auf dem Fürstenzug dargestellt, ebenso aber auch seine beiden Gehilfen, zwei seiner Lehrer und seinen Malerkollegen Ludwig Richter, dem er eng verbunden war.
Von 1878 bis 1900 wirkte Walther als Professor der Kunstakademie Dresden. Vor allem in dieser Zeit entstanden eine Reihe von Altarbildern und Glasfenstern für sächsische und böhmische Kirchen, u. a. für den Heimatort seiner Mutter, Deutscheinsiedel. Er gestaltete auch die drei Glasfenster für den Chor der Frauenkirche in Meißen, die von Bruno Urban in Dresden ausgeführt wurden.
Seine vielen religiösen Bilder und auch sein Tagebuch sprechen von seiner tiefen Verwurzelung im evangelischen Glauben.
So äußert er nach Vollendung des Fürstenzuges 1876: „Wo ich meinen Blick hinwende, sehe ich Gottes Segen.“
Walther starb am 7. Mai 1913 im Alter von fast 87 Jahren. Seine Grabstätte befindet sich auf dem Inneren Matthäusfriedhof in der Dresdner Friedrichstadt.

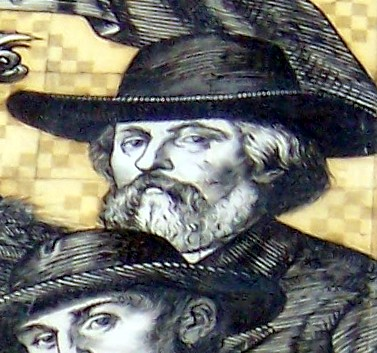
Wilhelm Walther als Endfigur des Fürstenzugs
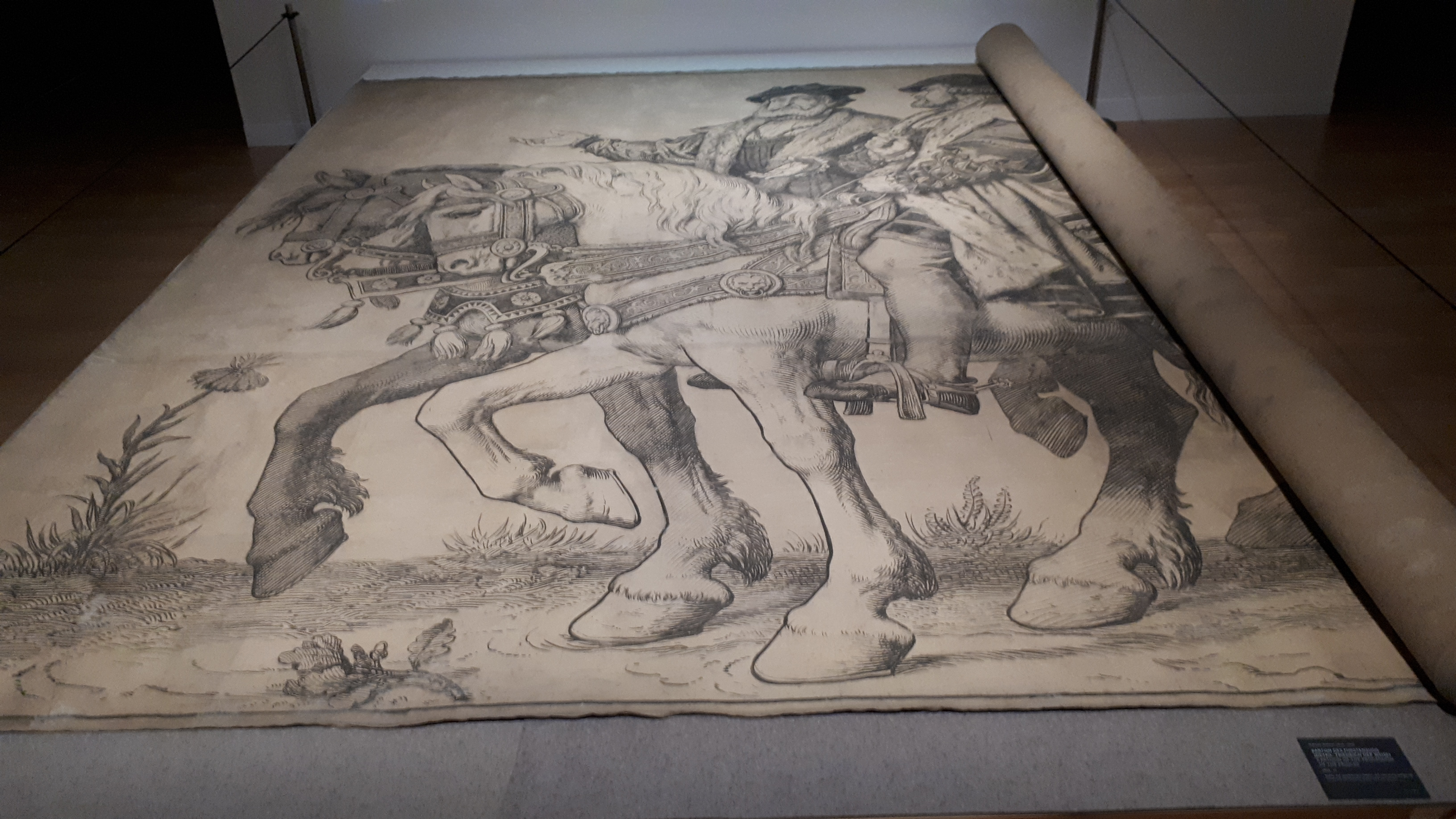
Vorlagenzeichnung für den Fürstenzug
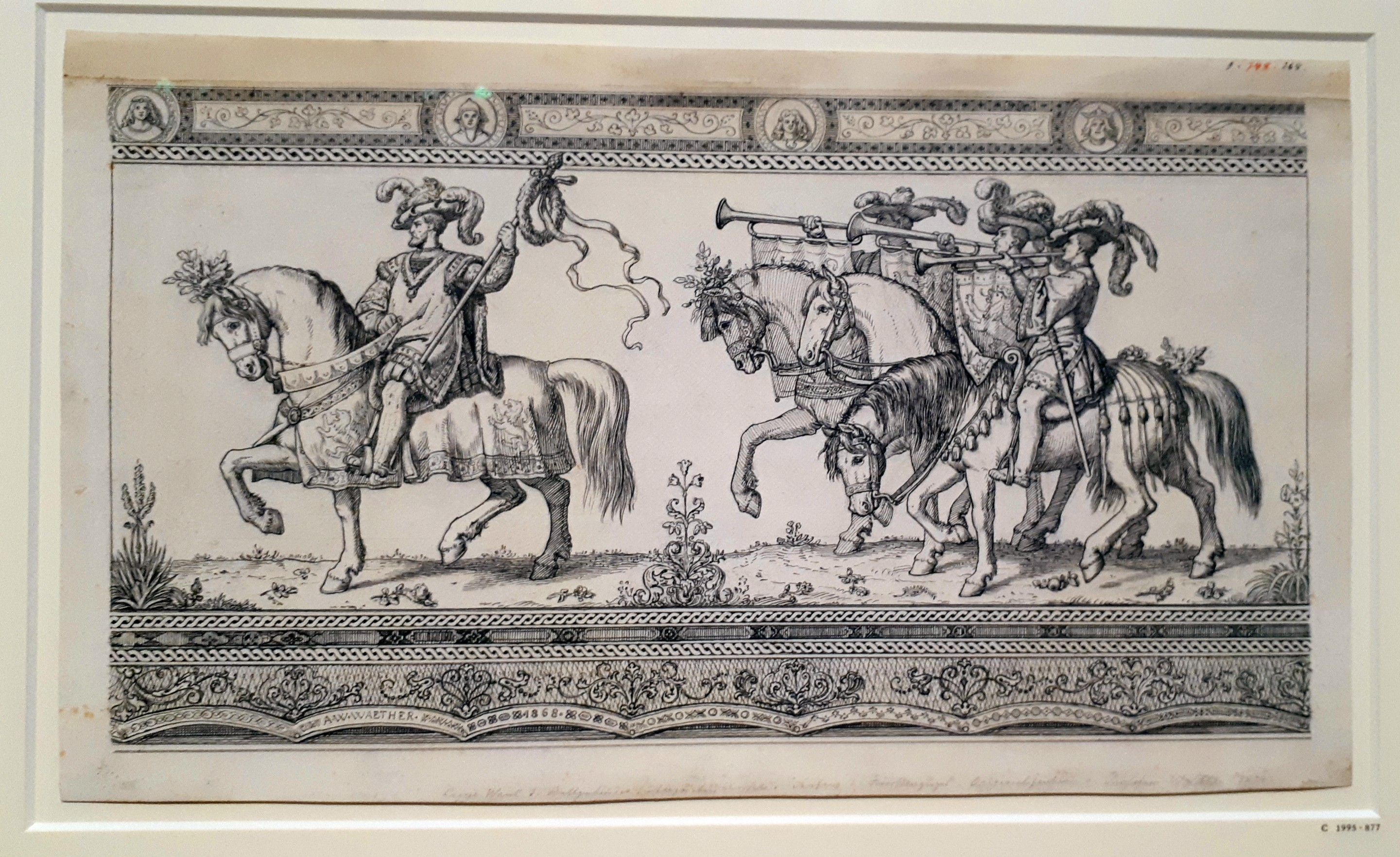
Walther: Die ersten vier Reiter (Marschall und Fanfarenbläser) des Fürstenzuges an der langen Wand des Stallhofes auf der Augustusstraße in Dresden
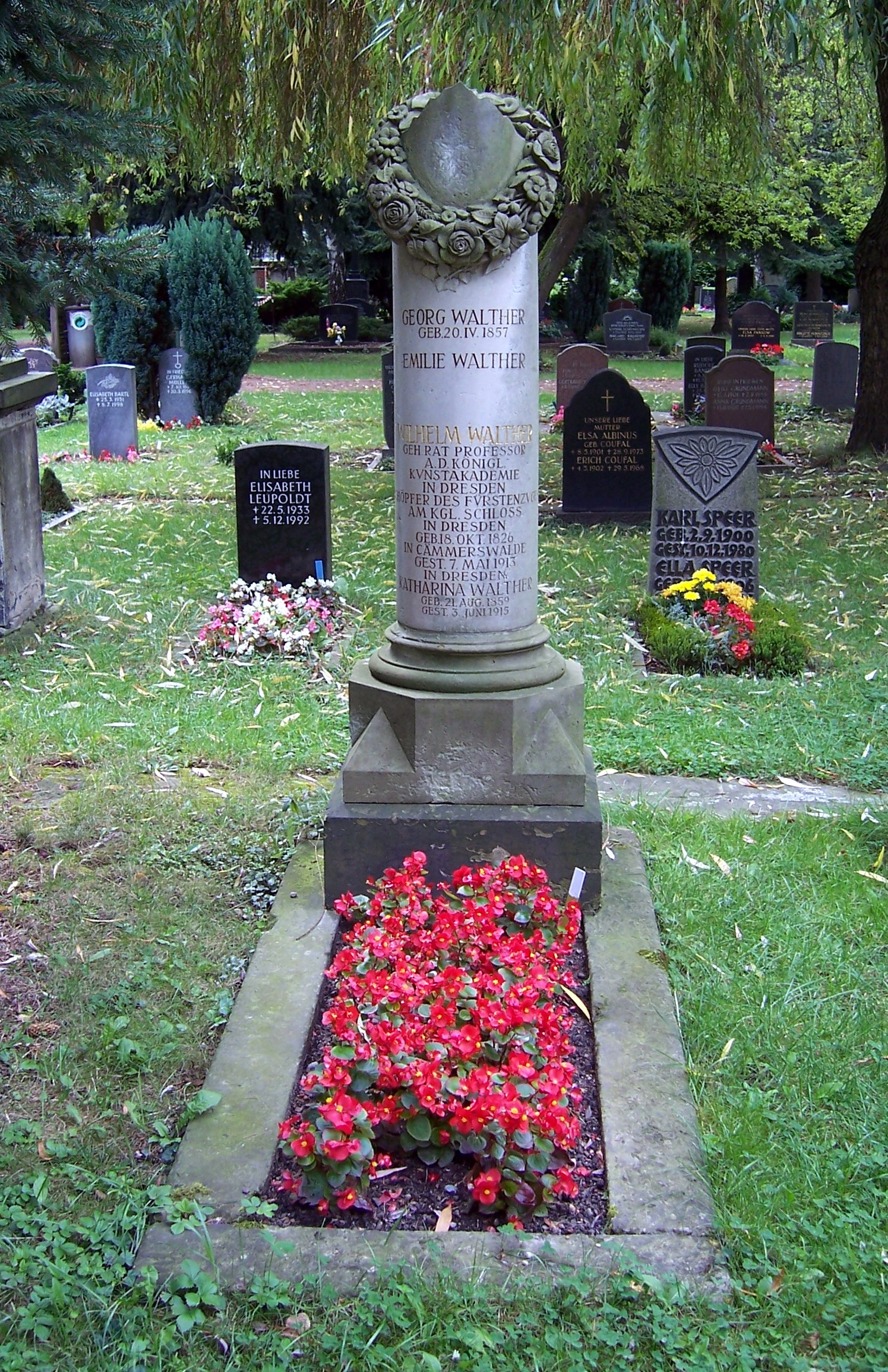
Grab Wilhelm Walthers auf dem Dresdner Matthäusfriedhof
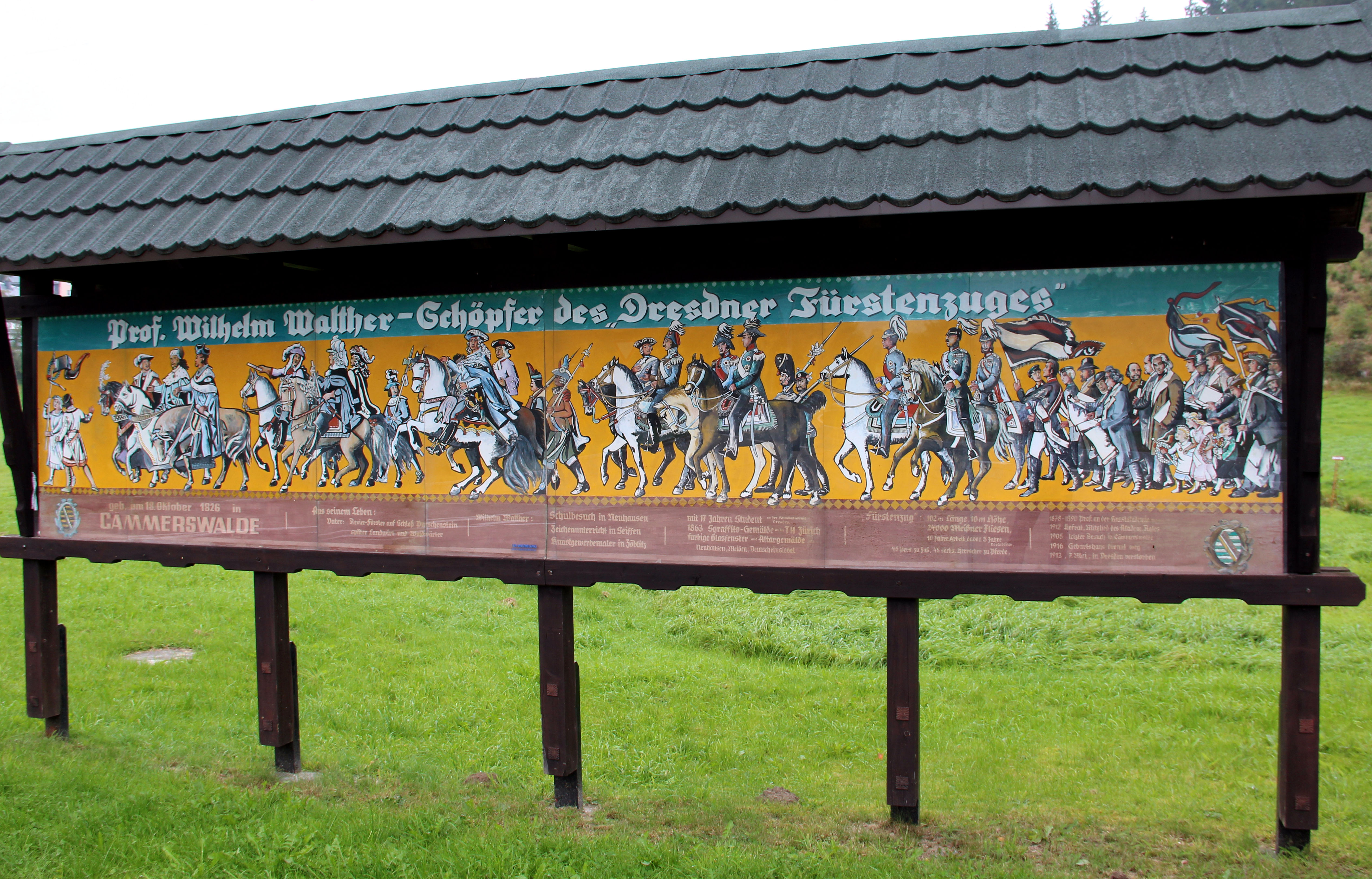
Gedenktafel für Wilhelm Walther in Cämmerswalde

## Ehrungen
- In Cämmerswalde wurde die Grundschule nach ihm benannt.
- Zu Ehren Wilhelm Walthers hat man im Ort Cämmerswalde einen kleinen Ausschnitt vom Fürstenzug (Kleiner Fürstenzug) auf Tafeln farblich nachgestaltet und aufgestellt.